# Lochkartenlocher

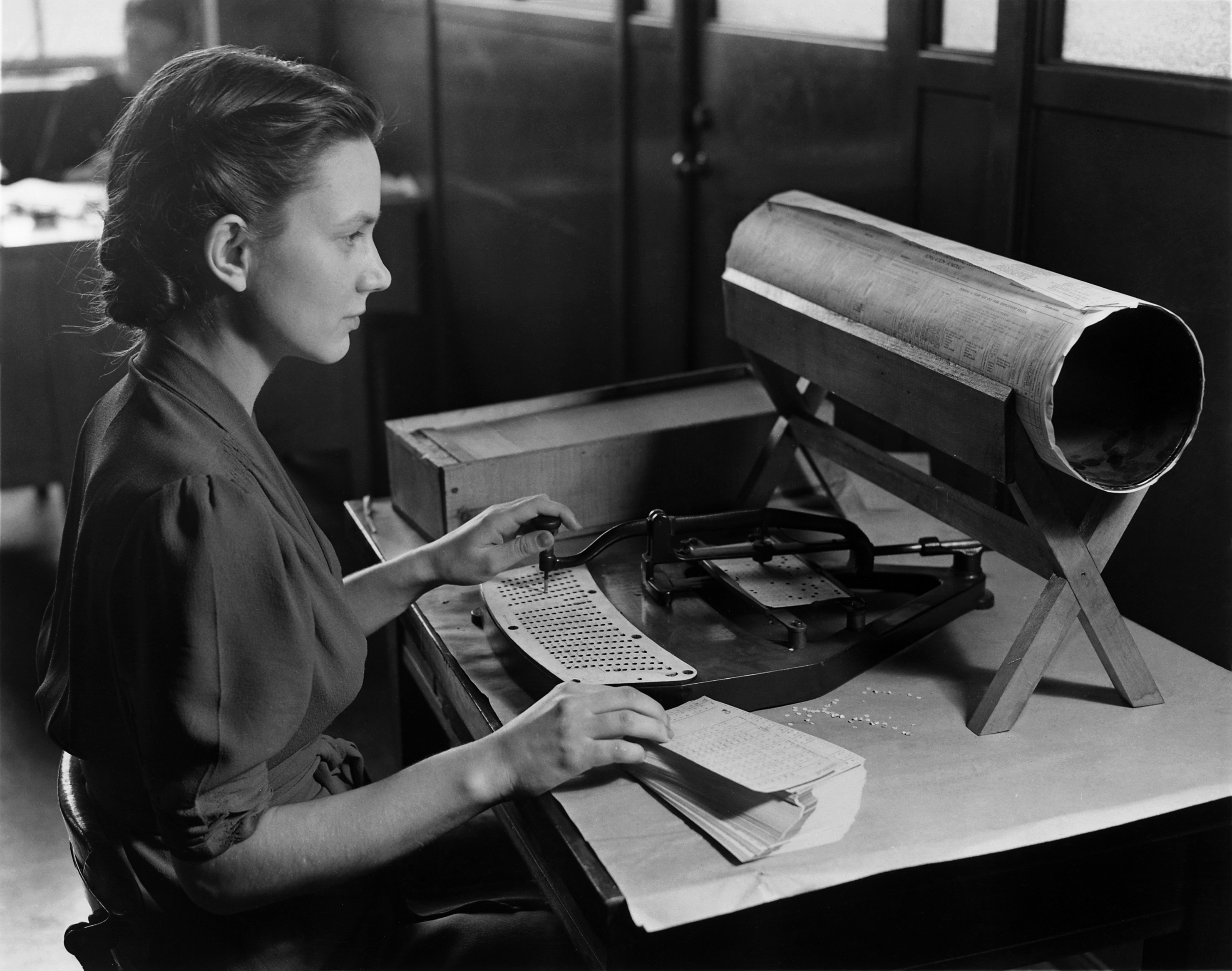
Angestellte des Bureau of the Census mit Holleriths Pantographenlocher (um 1940)

Lochkartenlocher und Lochkartenstanzer (englisch Key Punch oder Card Punch) wurden zum Erstellen von Lochkarten verwendet. Lochkarten wurden benutzt
zur Steuerung von Maschinen als Träger des Programmcodes oder als Speichermedium für Datensätze in der Datenverarbeitung – häufig für Eingabedaten, aber auch zur Speicherung von Stamm-, Adressdaten etc.

## Lochzange
Am 23. September 1884 reichte der deutschstämmige Herman Hollerith in den Vereinigten Staaten seine erste Patentanmeldung zum Thema „Art of Compiling Statistics“ (dt. etwa „Kunst der Statistik-Erstellung“) ein. Er experimentierte in den Folgejahren mit verschiedenen Lochkartenformaten und -anordnungen. 1886 wurden in Baltimore Karten eingesetzt, die „… an den beiden  Längsseiten jeweils drei Lochreihen mit insgesamt 192 Lochpositionen“ aufwiesen. Gelocht wurde mit einer Lochzange.

## Mechanische Locher

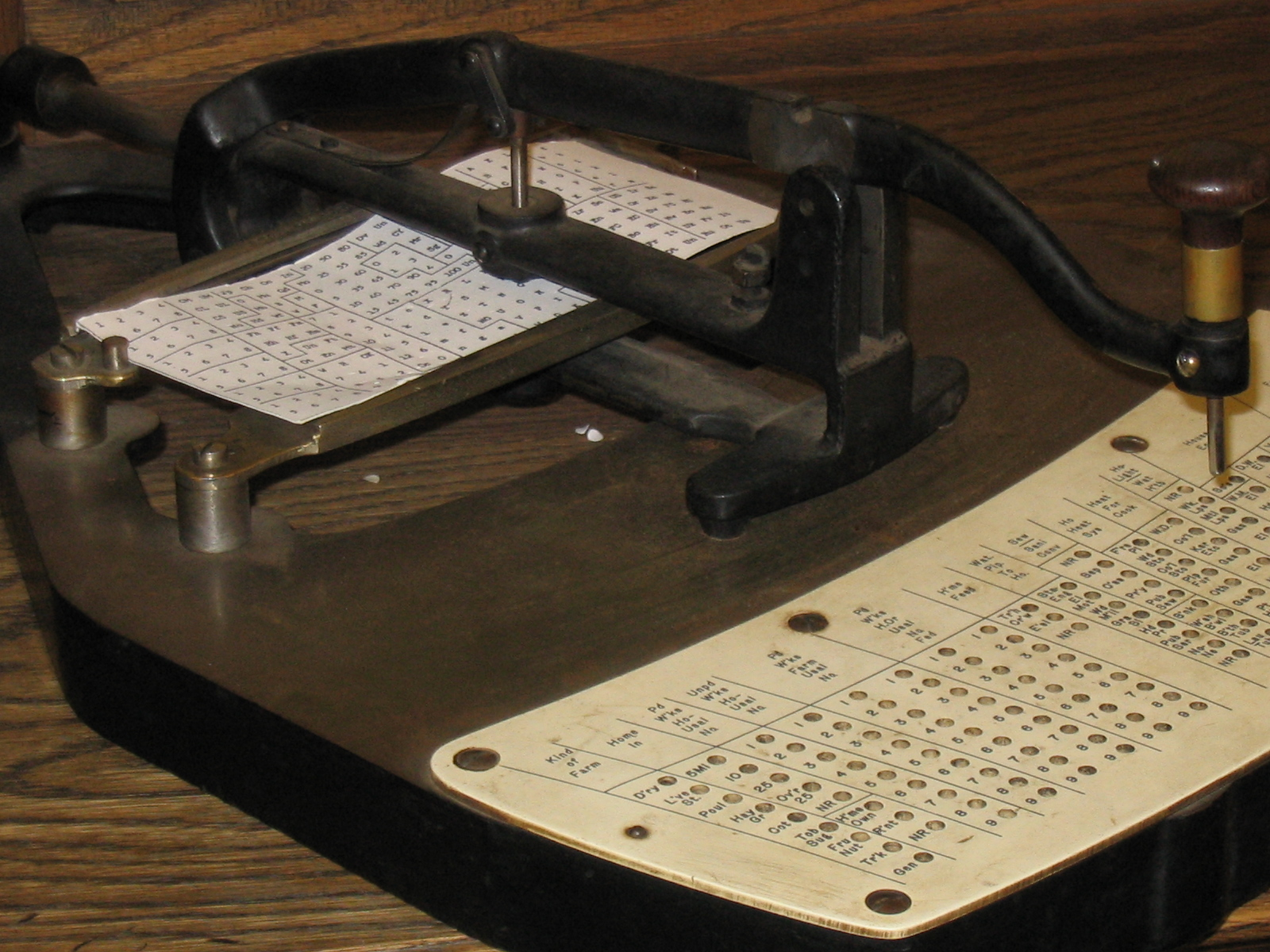
Holleriths Locher (Detailaufnahme)

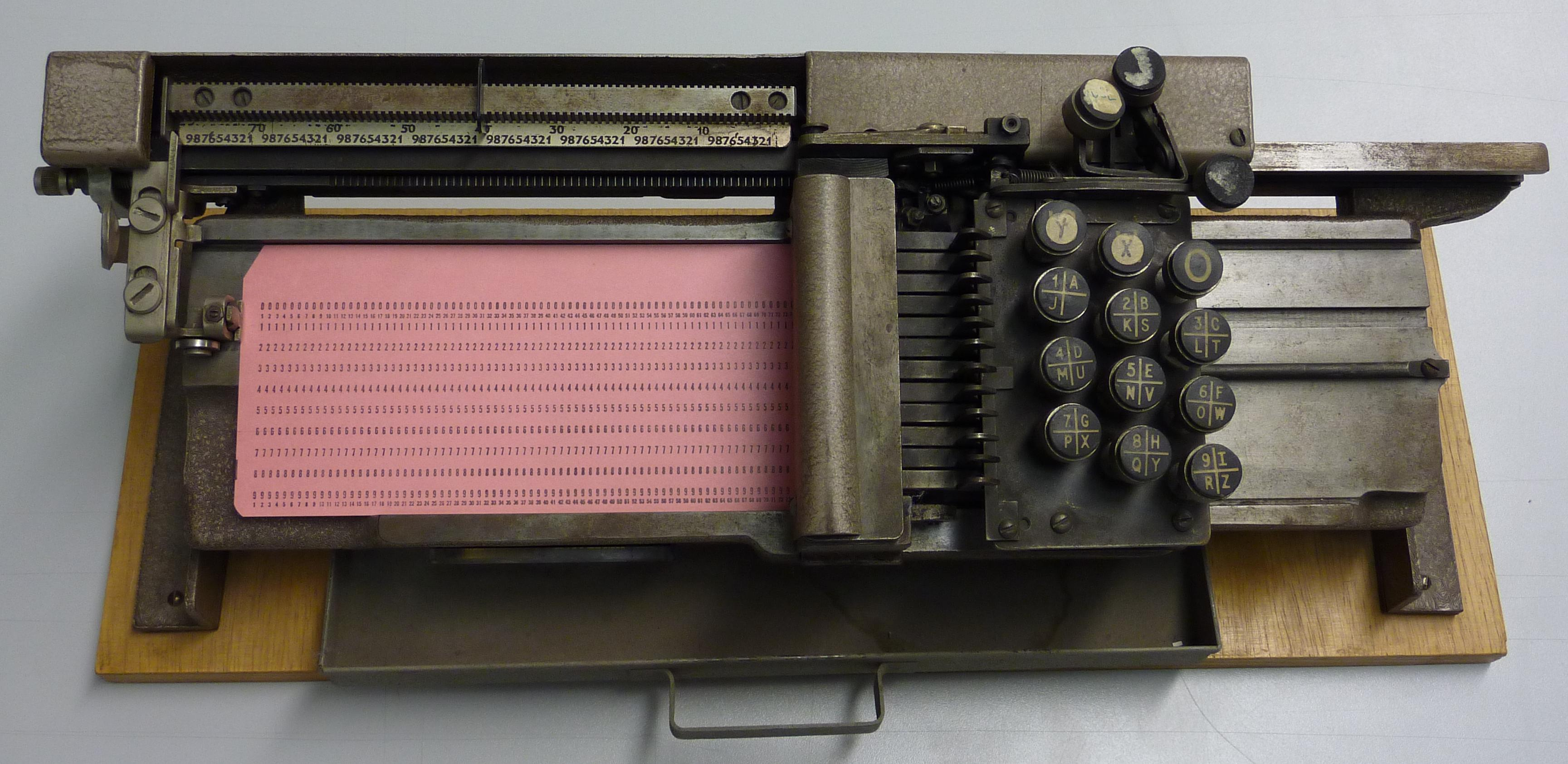
Mechanischer Kartenlocher des britischen Herstellers ICT (später ICL)

Bei Holleriths Pantographenlocher, den er 1890 zur 11. US-Volkszählung vorstellte, diente der Pantograph zur Übertragung der Quellen der Zählergebnisse auf die Lochkarte. Davon unabhängig wurden später, vor allem als Hilfsgerät eingesetzt, „Handlocher“ mit einem Schlitten für die Lochkarte und einer mechanischen Stanzeinheit zur Erstellung oder Korrektur einzelner Lochkarten benutzt.
Die zunächst rein symbolische Kodierung stieß im Laufe der Zeit auf Grenzen, denn die Weiterentwickelung z. B. der Tabelliermaschine erforderte eine numerische, später alphanumerische Kodierung der Lochkarte. Das lieferte der Pantographenlocher nicht, der „Handlocher“ war je nach Exemplar (reflektiert auf den damals jeweils aktuellen Stand der Technik) aber deutlich ineffizient.

## Elektromechanische Locher
Die Locher wurden im Verlauf der technologischen Entwicklung „elektromechanisiert“. Man versteht darunter im Wesentlichen zwei Geräte mit unterschiedlichem Einsatzspektrum: 

### Lochkartenlocher
Zur Bedienung des Geräts wurden im Aufgabengebiet Datenerfassung häufig Datentypistinnen eingesetzt, die aus ihnen vorliegenden Belegen oder Vorlagen die Lochkarten „stapelweise“ erstellten. Die erstellten Karten konnten mithilfe des Lochkartenprüfers verifiziert werden. Der Datendurchsatz war mit bis zu 10 Zeichen/Sekunde gering. 

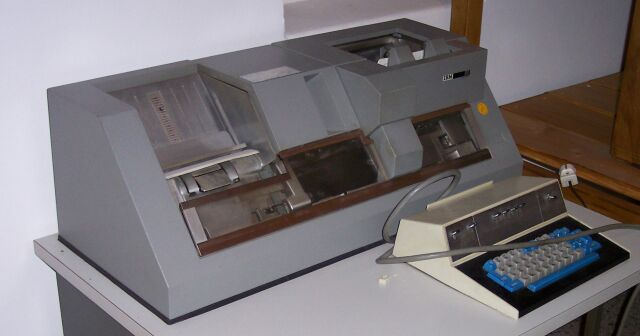
Lochkartenlocher 029 von IBM

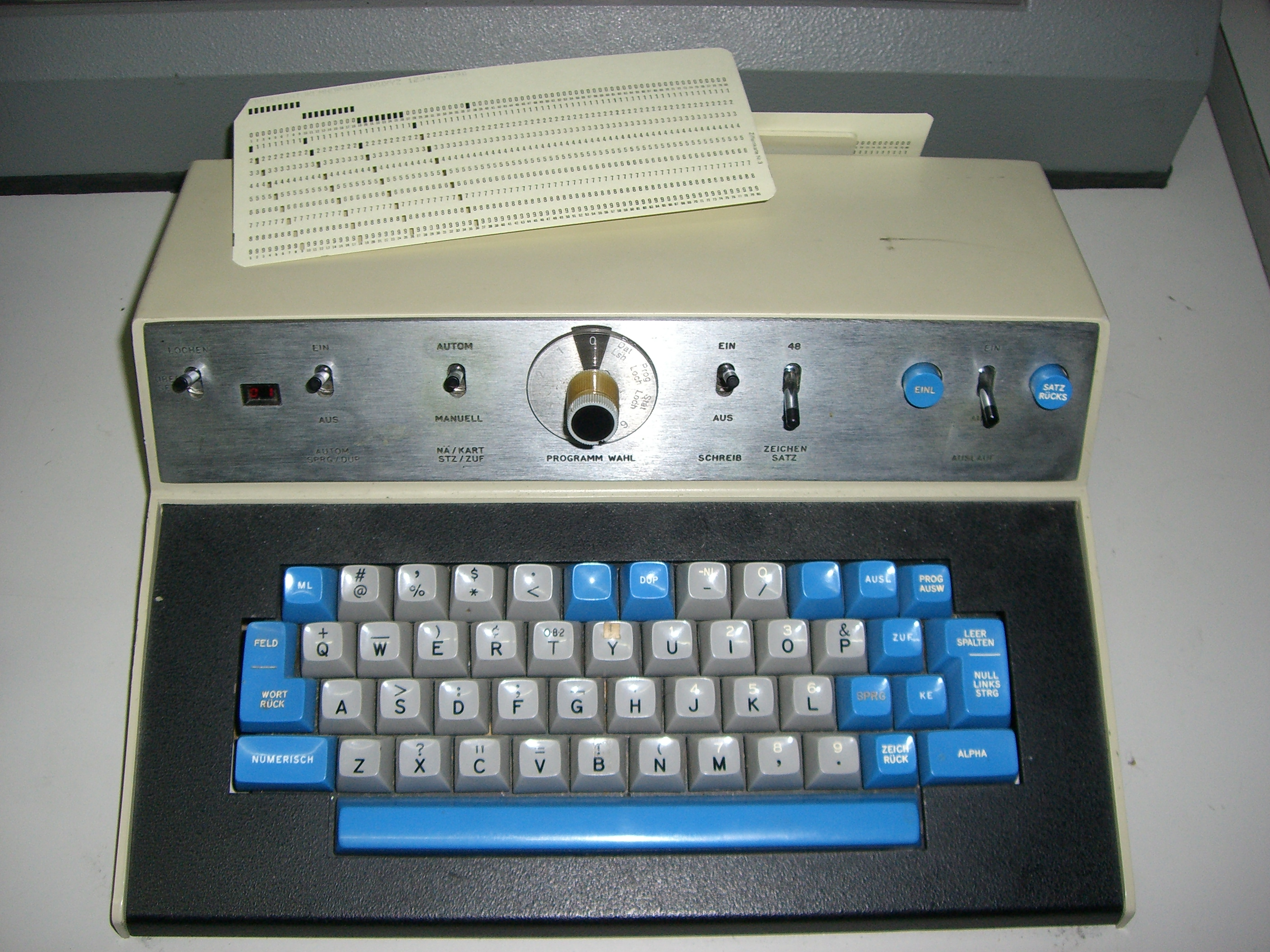
Die Eingabeeinheit im Detail

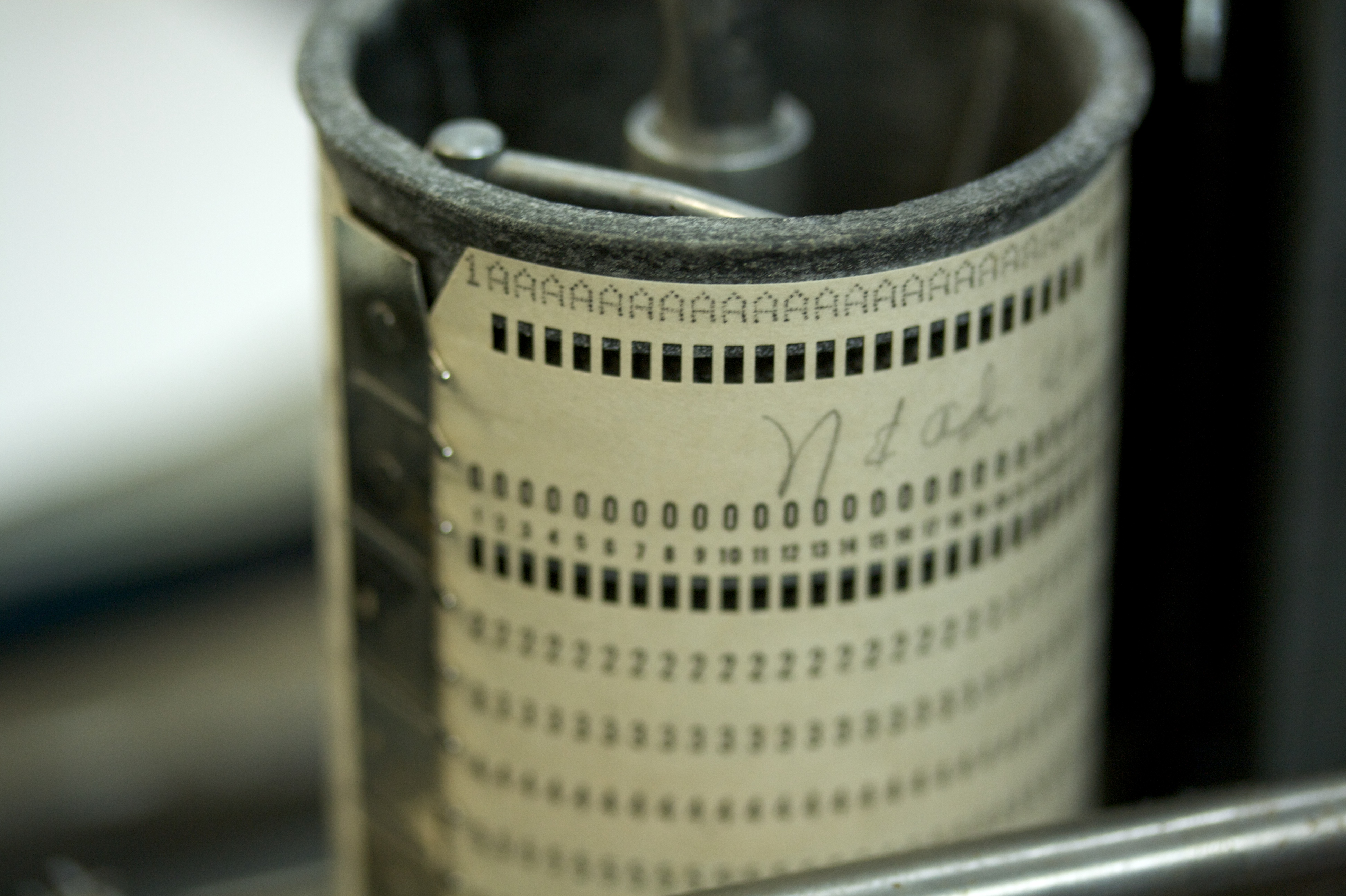
Programmsteuerkarte, eingespannt

Lochkartenlocher wurden teilweise auch „Lochkartenstanzer“ genannt; nicht zu verwechseln mit dem unten beschriebenen Gerät.
Der erste elektromechanische Locher stammt von IBM aus dem Jahre 1923 mit der Typenbezeichnung IBM 011. Ab 1964 sind programmierbare Locher wie der IBM 029 dokumentiert; die Programmierung erfolgte durch eine auf die Trommel aufgespannte Lochkarte, siehe Bild. Dieses Steuerungshilfsmittel erleichterte beispielsweise Tabulatorsprünge, sodass wahlweise nur Teilbereiche der Karte (z. B. ergänzend) gelocht werden konnten. 
Programmierbare Locher waren noch bis Mitte der 1980er Jahre im Einsatz. Lochkartenlocher wurden auch in der Arbeitsvorbereitung von Rechenzentren (zur Erstellung von JCL-Steuerkarten) sowie von Programmierern benutzt, die damit Lochkarten erstellten, die den Quellcode von Computerprogrammen enthielten.

### Lochkartenstanzer
Dieser wurde zur automatischen Erstellung von Lochkarten verwendet und – im Gegensatz zum Lochkartenlocher – von einer vorgeschalteten Maschine angesteuert. Als Peripheriegerät diente er zunächst der Tabelliermaschine, später dem Computer als Ausgabegerät. Manche Modelle hatten einen Ringkernspeicher, pufferten damit die Daten und entlasteten dadurch die Recheneinheit. Mit einer nachgeschalteten Lesestation konnten bei Bedarf die gestanzten Karten auf korrekte Lochung überprüft werden. Der Durchsatz lag bei 100 bis 400 Karten/Minute.